# Ikumi Hayama
Ikumi Hayama  (葉山 いくみ?, Hayama Ikumi), nota anche con lo pseudonimo di Ikumi Fujiwara (Tokyo, 17 novembre 1984), è una doppiatrice giapponese affiliata con Clare Voice.

## Filmografia

### Anime
2009
- Fairy Tail come "Laki Olietta"
- Sora no Manimani come "Yoshinari" e "Yuriko Isoyama"

2010
- Durarara!! come "Arisa"
- Kuragehime come "Waitress"
- Mitsudomoe come "Sakiko Matsuoka"
- Occult Academy come "Waitress"
- Shi ki come "Yuki Shiomi"

2011
- Heaven's Memo Pad come "Mika"
- High Score come "Kaori Tachibana"
- Honto ni Atta! Reibai-Sensei come "Motoko Mihoro"
- Mitsudomoe Zōryōchū! come "Sakiko Matsuoka"
- Oniichan no Koto Nanka Zenzen Suki Janain Dakara ne—!! come "Maid"
- Pocket Monsters: Best Wishes! come "Cabernet"
- Steins;Gate come "Maid"

2012
- Girls und Panzer come "Nekonyā"
- Muv-Luv Alternative: Total Eclipse come "Tonya Upenskona"
- Tari Tari come "Mika Sakaki"
- The Pet Girl of Sakurasou come "studentessa ricercatrice
- Pocket Monsters: Best Wishes! 2 come "Cabernet"
- Tonari no Kaibutsu-kun come "Yayoi"

2013
- Attack on Titan come "Anca Rheinberger"
- Gargantia on the Verdurous Planet come "Pilot"
- Genshiken Nidaime come "Keiko Sasahara"
- Jewelpet Happiness come "Nene Konoe"
- JoJo's Bizarre Adventure come "Presentatore"
- Log Horizon come "Elissa"
- Nagi no Asukara come "Yū Seiki"
- Ore no Nōnai Sentakushi ga, Gakuen Rabu Kome o Zenryoku de Jama Shiteiru come "Kanarin"
- Strike the Blood come "Sayaka Kirasaka"
- Toaru Kagaku no Railgun S come "Shinobu Nunotaba"
- Yozakura Quartet ~Hana no Uta~ come "Sawaki"

2014
- Argevollen come "Akino Terai"
- Witch Craft Works come "Atori Kuramine"
- Wizard Barristers come "Diana"
- Cross Ange come "Eleanor" e "Kaname"

2015
- Gate: Jieitai Kanochi nite, Kaku Tatakaeri come "Hamilton Uno Law"
- Shirobako come "Tsubaki Andou" e "Valroph"

2017
- Minami Kamakura High School Girls Cycling Club come Hiroko Azuma

2019
- Cannon Busters come Unità 6273